# Driss al-Kettani
 (juillet 2017).
Si vous disposez d'ouvrages ou d'articles de référence ou si vous connaissez des sites web de qualité traitant du thème abordé ici, merci de compléter l'article en donnant les références utiles à sa vérifiabilité et en les liant à la section « Notes et références ».
Pour les articles homonymes, voir Kettani.
Driss al-Kettani, né en 1922 à Damas et mort en 2018, est une personnalité politique marocaine et théologien musulman.
Il est l'un des oulémas du Maroc. Il est issu d'une famille traditionnellement opposée à la monarchie qui a sa propre Zaouia al-Kettaniyya. Il est le fils de Mohamed Ibn Jaâfar al-Kettani, auteur de la fameuse admonestation des gens de l'islam (Nashîat Ahl al-Islam). Cette opposition commence avec Mohamed Ibn Abdelkabir al-kettani, qui s'est opposé au sultan Moulay Abd al-Hafid.
Il effectue une formation traditionnelle à la Quaraouiyine de Fès avant de devenir professeur à la faculté des lettres à Rabat. Il se montre toujours partisan d'une réforme de l'arabisation et de l'islamisation de l'enseignement. Sous le protectorat français, il appartient au Parti démocratique de l'indépendance (PDI) de Mohamed Hassan El Ouazzani.  En 1958, il démissionne du PDI ainsi que de son poste de codirecteur de l'enseignement islamique au ministère de l'Enseignement. Il est l'un des fondateurs de la Ligue des oulémas du Maroc en 1961. En 1980, il crée l'Association du cercle de la pensée islamique, d'où il laisse souvent Abdessalam Yassine propager ses idées.
Après les attentats du 11 septembre 2001 aux États-Unis, il est un des signataires d'une fatwa de 16 oulémas marocains refusant le prêche obligatoire dicté par le gouvernement pour le vendredi 14 septembre : les signataires, tout en condamnant les attentats, marquent leur rejet de la politique étrangère américaine et considèrent comme une « apostasie » l'entrée du Maroc et d'autres pays musulmans dans la guerre contre le terrorisme lancée par George W. Bush.